# Риск ликвидности
Риск ликвидности — финансовый риск, связанный с неспособностью краткосрочной реализации финансового актива, ценной бумаги или физического товара по цене, близкой к рыночной, то есть без существенных убытков.
Риск ликвидности возникает из-за неполноты рынков и информационной асимметрии. Должник может вести рискованную политику, которая ведет к потенциальным трудностям при исполнении обязательств. При этом информация о действиях должника может быть недоступна кредитору. Возникает моральный риск.

## Виды рисков ликвидности
Существует два основных вида рисков ликвидности:
- риск рыночной ликвидности (англ. Market Liquidity Risk);
- риск балансовой ликвидности (англ. Funding Liquidity Risk).

Риск рыночной ликвидности возникает в случае, когда активы не могут быстро конвертированы в деньги для выполнения обязательств. Часто продажа возможна с существенной скидкой, которая приводит к убыткам. Актив имеет ценность, но из-за текущего состояния рынка он не может быть конвертирован в деньги из-за отсутствия покупателя. Риск балансовой ликвидности возникает, когда стоимость активов недостаточна для исполнения обязательств.

## Последствия риска
Наличие любого риска ведет к тому, что не любящие риск агенты, участвующие в сделке, могут потребовать уплаты рисковой премии. Это приводит к росту цен, процентных ставок и т.д. В финансах для описания последствий риска ликвидности используется теория премии за пониженную ликвидность. Согласно ей, процентная ставка по облигации является суммой ожидаемых средних ставок в будущем и премии за пониженную ликвидность:
{\displaystyle i_{nt}={\frac {i_{t}+i_{t+1}^{e}+i_{t+2}^{e}+...+i_{t+n-1}^{e}}{n}}+l_{nt}},
где {\displaystyle i_{t}} — ставка в текущем периоде; {\displaystyle i_{t+1}^{e},i_{t+2}^{e},...i_{t+n-1}^{e}} — ожидаемые ставки в последующих периодах; {\displaystyle l_{nt}} — премия за пониженную ликвидность.
Премия всегда положительна и увеличивается с увеличением срока погашения. Наличие риска ликвидности может вести и к другим последствиям.
1. Увеличение вероятности финансового кризиса.
2. Сокращение спроса на облигации и другие финансовые инструменты, что затрудняет работу финансового рынка, финансирование инвестиций и отрицательно сказывается на экономическом росте.
3. Повышает волатильность.
4. Повышает трансакционные издержки и увеличивает спред.